# Frittata

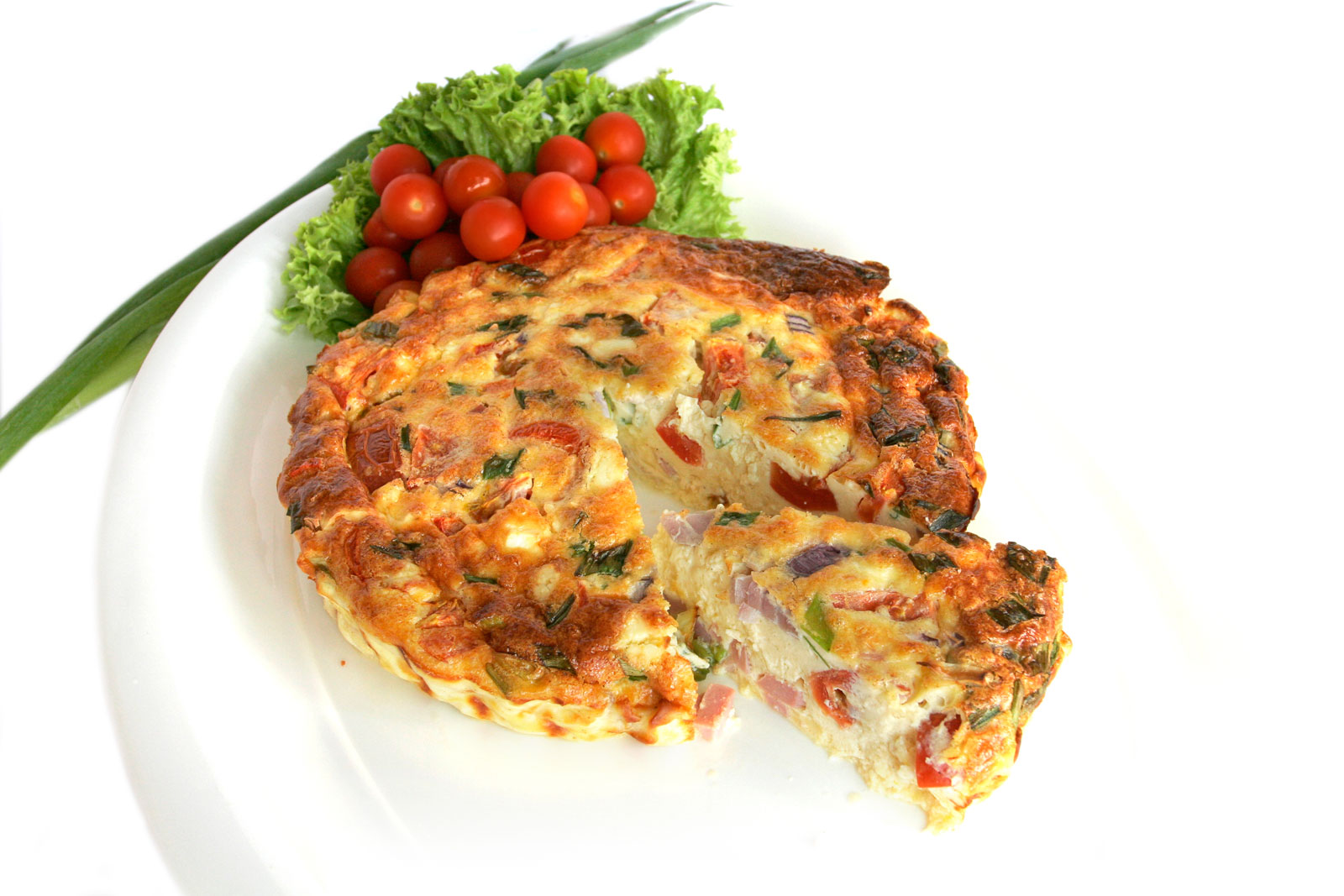
Frittata

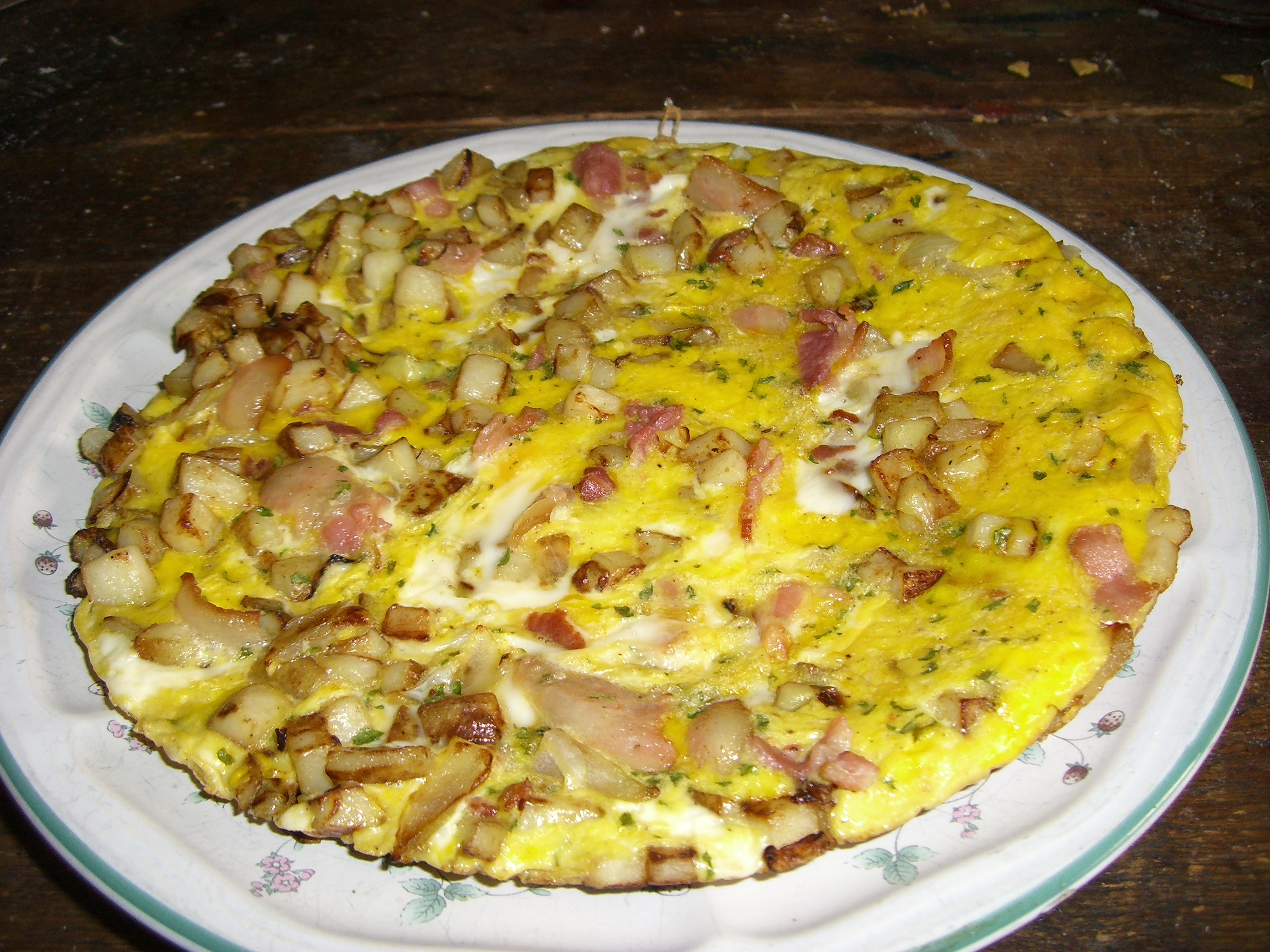
Fritatta pasquale (Fritattavariant voor Pasen)

Een frittata is een gerecht uit Italië. Het woord frittata kan ruwweg naar het Nederlands vertaald worden als ´gebakken´.
Het gerecht is eigenlijk uit armoede ontstaan. Het wordt namelijk gemaakt van alle groenten en pasta's die over zijn van de dag ervoor. Op het platteland werd dit vroeger veelal gegeten, omdat men zich niet iedere dag een nieuw eetmaal kon veroorloven en/of dat er genoeg over was gebleven van de dag ervoor.
De 'moderne' frittata is een kruising tussen een omelet, een pizza en een pannenkoek. Het wordt gemaakt van ei met geraspte kaas, kwark, aardappel, ui, peper en andere kruiden zoals de tuinkruiden oregano, tijm en rozemarijn. Bij het klaarmaken gebruikt men meestal boter en olie. Een frittata kan echter van diverse ingrediënten worden bereid, zoals ook courgette.

## Algemene bereiding
De rode-uienringen worden in de olie en de boter gebakken. De kwark en de eieren worden geklopt met de peper en het zout en daarna over de uien gegoten. Dan worden de kaas en tuinkruiden hierover gestrooid en het geheel wordt op een lage stand gebakken, totdat de kaas gesmolten is. De frittata wordt in punten gesneden en gegeten, bijvoorbeeld met een ciabatta.